# Pardina (predio)

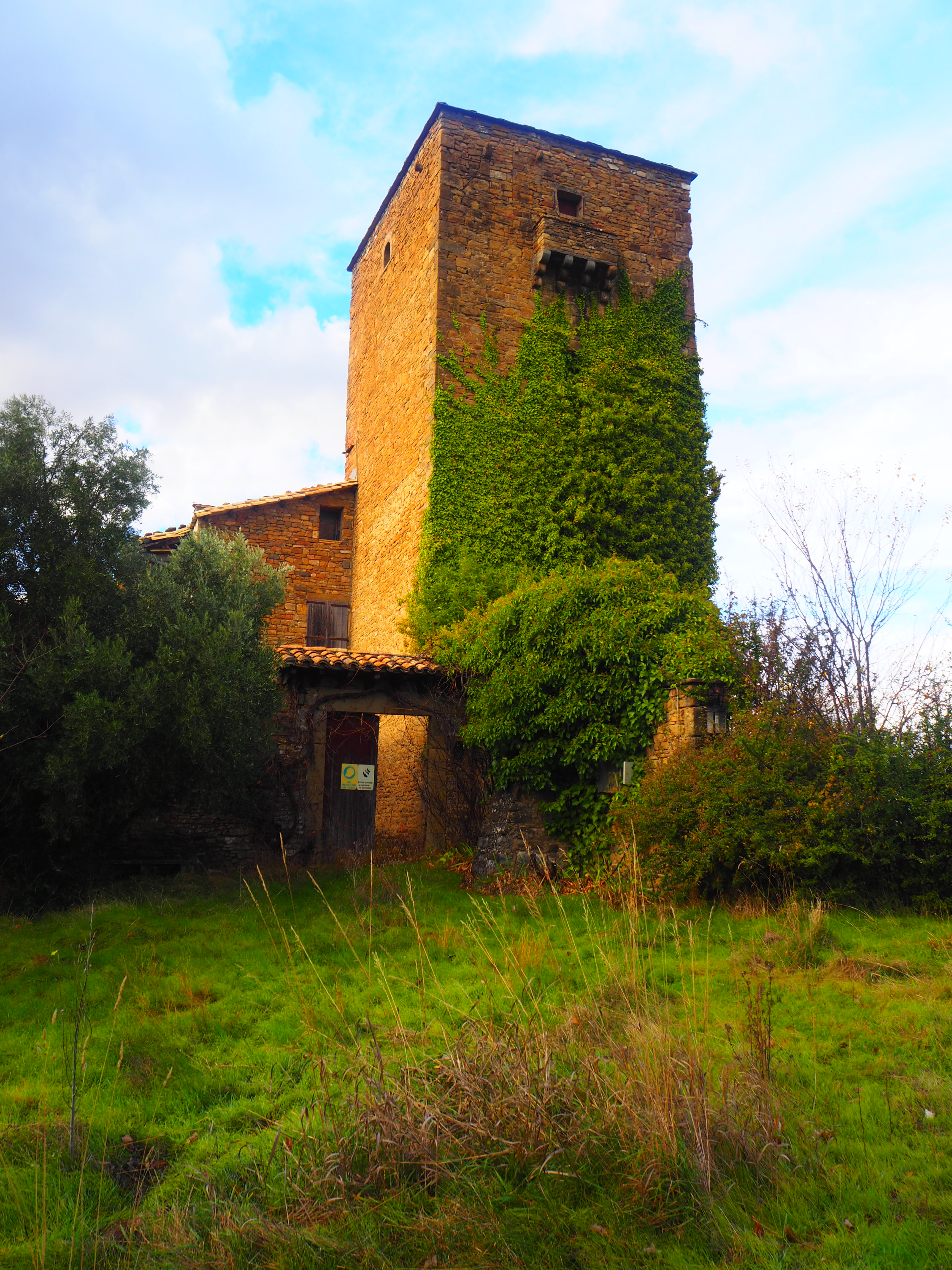
Pardina de Lardesa, una de las casas torreadas de Aragón.

Una pardina es una voz frecuentemente aparecida en la documentación de origen medieval aragonesa y navarra que parece referirse comúnmente a una porción de terreno en la que se desarrolla una explotación agropecuaria. Con este nombre se alude en diversos documentos medievales a amplias extensiones de tierra dedicadas a la agricultura y a la ganadería, dotadas con un caserío de mayor o menor importancia. Algunos autores las vinculan con lugares ya despoblados pero un aprovechamiento agropecuario latente.
Su origen en Aragón es debido a la difícil orografía y la baja productividad de las tierras y pastos.  Además, las diferentes oleadas de peste provocaron que durante la Edad Media se abandonaran muchas pequeñas poblaciones, quedando vastas extensiones deshabitadas. Esto fomentó la creación de explotaciones agropecuarias y forestales aisladas. Solían instalarse en zonas de paso, ya que también solían tener una gran actividad comercial y de hospedaje.
En parte de Aragón, Cataluña y la Comunidad Valenciana se denominan mas, y en ciertas comarcas, las de mayor importancia se llaman masías.

## Evolución del concepto
Siguiendo el criterio establecido por el historiador aragonés Antonio Ubieto Arteta, ha existido una evolución del concepto y conviene apuntar que existen varios puntos de vista a la hora de arrojar luz sobre este término a la hora de definirlo: el punto de vista de los filólogos, que «aportan algunos datos, fijándose en su posible etimología», y el punto de vista de los geógrafos que «dan, en cambio, otras definiciones». Además, él mismo arroja una visión de los historiadores en base a los documentos existentes.
Charles du Fresne, señor Du Cange, en su Glossarium mediae et infimae latinitatis (1678) lo identifica con «prada» o «pratum» y cita tres documentos altomedievales: en Navasal (Hecho) en el año de la era de 927 (889 AD), en Izurun (Guipúzcoa) en 1052 (1014 AD) y en Aurín (Alto Gállego) en 1128 (1090 AD).
En el Diccionario de voces españolas geográficas (1796) se dice que en Navarra y Aragón se llama pardina a «algunos términos redondos que equivalen á coto o dehesa» Apunta que es una voz «muy usada en antiguas escrituras de Aragón, y parece viene del latín ínfimo parietina, que vale tanto como un cercado de pared».
El diccionario Madoz nombra multitud de pardinas como dehesas o cotos redondos (conjuntos fincas rústicas comprendidas dentro de un perímetro y pertenecientes a un mismo dueño) propiedad de un ayuntamiento u otra institución civil o religiosa.
Más recientemente se extendió la acepción de lugar yermo y despoblado, quizá siguiendo un criterio más etimológico que histórico, aunque el propio paso del tiempo ha convertido a la mayor parte de estas pardinas en lugares despoblados. Y así lo define el Diccionario de Voces Aragonesas (Jerónimo Borao, 1859), como «despoblado, esto es, yermo o sitio que en otro tiempo tuvo población». Este origen etimológico está recogido en el diccionario de la Real Academia, al hacer proceder la voz pardina del latín parietīnam ‘paredes ruinosas, ruinas’.
Finalmente, parece haber quedado el término pardina para referirse a una majada, sel o borda deshabitada, o «monte de pasto con corral o casa no habitada», o como escribe Ballarín Cornel en el Diccionario Benasqués, «una parcela aislada del resto por un bosque, una corriente de agua u otro obstáculo».
Sus habitantes solían tener un gran vínculo con los municipios cercanos y con otras pardinas, constituyendo una red de relaciones sociales y económicas que fue de gran importancia hasta finales del XIX. En estas fechas, Félix de Azara realizó un estudio en el que las catalogó y contó las posibles causas de su decadencia, entre las que destacan las mejoras de las comunicaciones, el cambio económico y las pestes.
Se usa con frecuencia para referirse a algunas heredades en el alto Aragón.

## Etimología
El origen más aceptado es que proviene de *pratina, forma diminutiva de pratus ‘prado’. Esta evolución del latín al aragonés se ajusta a esta teoría.[cita requerida]
También sería posible que proviniera de *parietina, diminutivo de paries, -etis ‘pared’.
Otro origen podría ser la combinación de alguna de la anteriores con la palabra aragonesa ordina, que significa campo de cebada, y que por extensión también significa terreno de buena calidad y producción.[cita requerida]